# José Cadalso
José Cadalso y Vázquez de Andrade (Cádiz, 8 de octubre de 1741 - San Roque, 26 de febrero de 1782) fue un militar español y un valioso escritor, recordado por sus obras Los eruditos a la violeta, Noches lúgubres y Cartas marruecas. Usó el pseudónimo literario de Dalmiro.
Murió al ser alcanzado por una granada inglesa.

## Biografía
La vida de José Cadalso se sigue por referencias y testimonios de sus contemporáneos y, como documento más personal, a través de la visión que de sí mismo dejó en Memoria de los acontecimientos más particulares de mi vida o su correspondencia (1773–1780).
José Cadalso y Vázquez nació en Cádiz, el 8 de octubre de 1741. La familia, sin embargo, procedía por línea paterna del señorío de Vizcaya, de Zamudio en concreto; sus abuelos paternos se dedicaban todos a "hablar vascuence, beber chacolí, plantar castaños y conversar de abuelos", además de a procrear copiosamente tanto de forma legal como natural, según indica nada veladamente. Su padre, por el contrario, resolvió ver mundo y marchó a las Indias para enriquecerse dedicándose al comercio, buscando primero a un lejano pariente, Pedro de Cadalso, y después buscando la protección del virrey, que sí se ganó. Su esposa, una gaditana hija de un cónsul de la Contratación, murió a consecuencia del parto, y se encargó de albergar su niñez una tía de su madre, María Terrero Vázquez; el padre, ausente por negocios en América, tardaría casi trece años en conocer al niño, a su regreso de las Indias. Tuvo que encargarse de su educación un tío jesuita, el padre Mateo Vázquez. Él fue quien lo envió a estudiar a los nueve años al reputadísimo colegio Louis le Grand de París, donde se educaron Voltaire y el príncipe de Conti, "floreciente entonces por el gran número y no menor calidad de sus alumnos", donde lo recogió como su ayo un abogado, monsieur Augé. Tras estudiar allí pasó a Inglaterra siguiendo a su padre, quien, tras visitarlo y conocerlo al fin en París, se había instalado cerca de Londres, en Kingston-upon-Thames, para aprender inglés con una familia; había además una escuela muy reputada, sobre todo en el tercio central del siglo XVIII y, según cuenta Cadalso, allí experimentó por primera vez "los efectos de la pasión que se llama amor". También viajó por Italia y por lo que es hoy en día Alemania, ampliando sus conocimientos de lenguas vivas, además del latín. Tras otro año de estancia en París, estudiando y sin su padre, pasando antes por Flandes regresó a España. Y el choque con la «rancia» y «atrasada» sociedad española quedaría luego reflejado en sus Cartas marruecas.
Ingresó entonces, por orden de su padre y con dieciséis años cumplidos, en el Seminario de Nobles de Madrid, según cuenta, «con todo el desenfreno de un francés y toda la aspereza de un inglés», ya que su padre quería corregir en él las costumbres y la religión y prepararle para un empleo de covachuelista, que detestaba; a ese fin fingió sentir inclinación por ser jesuita, sabedor de que su padre odiaba a los de la Compañía, de forma que lo sacó de allí; intentó persuadirlo entonces de que lo que le gustaba era la carrera militar, lo que tampoco placía a su padre; entonces se valió de atormentar con su falsa vocación religiosa a su padre para que lo devolviera a Europa y, al salirse con la suya, entre los dieciocho y los veinte años, vivió de nuevo en Lyon, París y Londres, lugares donde, escribe, compró "los mejores libros que pudo":

El año y medio que duró esta ficción, la reclusión que yo mismo me impuse, la lectura a que me obligué y el mucho tiempo que gastaba solo en mi cuarto, me pegaron este genio que he tenido siempre después, y el amor a los libros. Como aún era yo muy joven y en la edad precisa de tomar incremento las pasiones, contribuyeron estas circunstancias a apagármelas más de lo acostumbrado.

Fue entonces cuando le llegó la noticia de la muerte de su padre en Copenhague (1761). Tuvo que regresar a España para arreglar el papeleo de su herencia, lo que hizo al parecer de forma tan apresurada y con tanto descuido que años después se encontró arruinado y sin ningún patrimonio familiar; de forma que revivió su antigua idea de alistarse en el regimiento de caballería de Borbón en 1762, participando en la campaña de Portugal, donde tuvo un violento duelo a espada con su antiguo condiscípulo del Seminario de Nobles, Fernando Velaz de Medrano Bracamonte, marqués de Tabuérniga, con el que se había emborrachado, y que terminó tan súbitamente como había comenzado. Encontrándose en Madrid en marzo de 1766, sigue con interés el motín de Esquilache, salvando con su intervención la vida del Conde de O'Reilly; «aquel día conocí el verdadero carácter del pueblo», escribió en su Autobiografía. En ese mismo año obtuvo el hábito de caballero de la Orden de Santiago. Por otra parte, había entablado amistad con un compañero militar de su regimiento de caballería, el coronel Manuel María de Aguirre, también escritor y de similares y avanzadas ideas ilustradas.
Trasladado su regimiento a Madrid, Cadalso se enamoró de la hija del consejero Felipe de Codallos, con la que estuvo a punto de casarse. Entró luego en la camarilla de la frívola María Cayetana Fernández de Miranda Villacís, 2ª esposa del V Marqués de Escalona, siendo su chischiveo temporal, y tomando contacto con el entonces todopoderoso Conde de Aranda, presidente del Consejo de Castilla, al que llegaría a entregar el manuscrito de una novela hoy perdida, de presunto carácter utópico según indica su título: Observaciones de un oficial holandés en el recién descubierto reino de Feliztá.
Para gran escándalo de la nobleza (y en especial de las damas), circuló por Madrid un libelo titulado Calendario manual y guía de forasteros en Chipre (1768), parodia de la Guía común de forasteros, donde se satirizaban las costumbres amorosas típicas de la sociedad dieciochesca. El público, confiesa el mismo Cadalso, «me hizo el honor de atribuírmelo, diciendo que era muy chistoso». Como consecuencia de ello, tuvo que salir desterrado de Madrid a Zaragoza, donde permaneció hasta 1770. Fue allí donde empezó a dedicarse con intensidad a la poesía.
Pasados los seis meses del destierro, regresó Cadalso a Madrid, donde entre 1770 y 1772 vivió su apasionada relación amorosa con la actriz María Ignacia Ibáñez, que ha dado lugar a toda una leyenda de marcado sabor romántico con la muerte de ella por fiebres tifoideas con apenas veinticinco años, el 22 de abril de 1771, y un Cadalso tan desesperado ante la repentina muerte que intentó desenterrar a su amada para darle el último adiós (episodio que quedó narrado en su obra Noches lúgubres). También le dedicó poemas en los que la actriz aparece aludida bajo el nombre de Filis.
Sufrió una profunda depresión, que intentaron distraer sus amistades y contactos en los salones y círculos literarios madrileños, sobre todo la activa tertulia de la Fonda de San Sebastián, de la que eran asiduos sus amigos Nicolás Fernández de Moratín y Tomás de Iriarte. Poco después se trasladó a Salamanca donde muy pronto convirtió su depresión en materiales poéticos, dramáticos e incluso filosóficos. En la ciudad del Tormes, y durante su breve estancia (1773–1774), Cadalso se convirtió en el foco de un círculo de admiradores y amigos, entre ellos fray Diego González, Juan Pablo Forner, León de Arroyal y dos jóvenes poetas, el salmantino José Iglesias de la Casa y el extremeño, estudiante en la Universidad de Salamanca, Juan Meléndez Valdés. El influjo que ejerció Cadalso sobre todos ellos fue enorme, como atestigua este último en carta a Ramón Caseda:
Él fue el primero que sublimó nuestros tiernos ojos hasta los cielos y nos hizo ver en ellos las inmensas grandezas de la creación; él nos enseñó a buscar en el hombre al hombre mismo, y no dejarnos seducir de la grandeza y el poder.
También allí dio término a las Cartas marruecas, una novela epistolar que es en realidad una colección de ensayos sobre el atraso material, social, cultural y moral de España. En 1777 fue ascendido a comandante de escuadrón. Dos años más tarde participó en el asedio de Gibraltar (que duraría hasta 1783) y fue ascendido a coronel en 1781. Poco tiempo le quedaba: José Cadalso murió el 26 de febrero de 1782, tras recibir el impacto en la sien de un casco de metralla o granada. Tenía solo cuarenta años y apenas hacía un mes que le había sido conferido el grado de coronel. Su tumba se encuentra en la iglesia parroquial de Santa María la Coronada en la Ciudad de San Roque, donde reside la de Gibraltar.
Su leyenda se popularizó en el drama romántico Las noches lúgubres de Patricio de la Escosura, protagonizado por Cadalso. El manuscrito, que no obstante quedó inédito hasta que lo completó José Echegaray, se conserva en el Museo Lázaro Galdiano de Madrid.

## Obra

### Obras poéticas
El conjunto de las composiciones líricas que escribió durante su destierro aragonés forman el libro Ocios de mi juventud. Son poesías que pertenecen a los distintos géneros típicos del momento: anacreónticas, pastoriles, amatorias, filosóficas y satíricas. Los modelos abarcan desde Anacreonte y Ovidio hasta Tasso y Garcilaso. Los Ocios se editaron también en 1781, 1782 y 1786. Aparecieron nuevos poemas de Cadalso en años sucesivos.

### Obras dramáticas
Perdida La Numantina o Numancia, solo nos restan:
- Solaya o los circasianos fue presentada a la censura en noviembre de 1770; no obtuvo, sin embargo, la necesaria aprobación. La tragedia se sitúa en un escenario exótico, Circasia, región de la Rusia meridional, y se atiene a las reglas neoclásicas para la tragedia. El príncipe tártaro Selín, que ha llegado a Circasia para cobrar un tributo de doncellas, se enamora de Solaya, perteneciente a una de las familias principales.

- Don Sancho García (1771) fue estrenada privadamente en el palacio del conde de Aranda en 1771. Responde formalmente al tipo de tragedia neoclásica, en cinco actos, sometida a las tres unidades y en endecasílabos pareados. Por complacer a su amante Almanzor, rey moro de Córdoba, la condesa viuda de Castilla, doña Ava, papel que representó María Ignacia, intenta envenenar a su hijo Sancho García; pero al final es la condesa quien bebe el veneno preparado para su hijo.

### Obras en prosa
Es muy probable que la primera obra escrita por Cadalso fuera Defensa de la nación española contra la carta persiana LXXVIII de Montesquieu, hacia 1768. A los años comprendidos entre 1771–1774 corresponde su más efectiva actividad literaria. Los eruditos a la violeta (1772) es una sátira breve y ligera contra un tipo de educación entonces frecuente: la erudición meramente superficial. El contenido y estructura quedan claramente reflejados en el subtítulo, puesto por su propio autor: «Curso completo de todas las ciencias, dividido en siete lecciones, para los siete días de la semana, publicado en obsequio de los que pretenden saber mucho estudiando poco». El título alude a uno de los perfumes, el de la violeta, preferidos por los jóvenes a la moda. La obra tuvo un éxito inmediato y el título acabó proverbializándose.
El Suplemento (1772) consiste en una serie de traducciones poéticas con comentarios, destinadas a ilustrar las lecciones del martes; cinco cartas de exalumnos del curso; y una breve noticia sobre los orígenes y la composición de la obra. El buen militar a la violeta es una continuación póstuma, aplicada especialmente a la profesión militar.
De manera póstuma fueron publicados sus dos textos más conocidos: Noches lúgubres, aparecidas en el Correo de Madrid entre 1789 y 1790, y las Cartas marruecas, que vieron la luz por vez primera, en entregas y en el mismo diario, a lo largo del año 1789, probablemente publicadas por su amigo Manuel de Aguirre, quien también colaboraba en este diario. En esta obra, tomando como pretexto un viaje por España del árabe Gazel, realiza una crítica profunda y exhaustiva de las costumbres y defectos nacionales (a la vez que defiende el sentido reformador del despotismo ilustrado). El modelo que sigue es el de las Cartas Persas (1721) del barón de Montesquieu.